# Højadel
Højadel, den fornemste del af adelen. 
I Danmark fandtes der ikke før enevælden nogen retslig sondring inden for adelen, men faktisk var der et ret skarpt skel mellem en højadel repræsenteret af forholdsvis få godsrige slægter, og den lavere adel. I 1671 indførtes en højadel, bestående af grever og friherrer (baroner) med væsentlig videregående privilegier end resten af adelen.
I de store europæiske lande består højadelen af flere rangklasser. I Frankrig, Italien, Spanien og Storbritannien er højadelen således inddelt i fem rangklasser: hertug, markis, greve, vicegreve og baron. I Storbritannien bruger man dog den gamle angelsaksiske betegnelse jarl (earl) i stedet for greve, mens en baron betegnes lord. Den britiske højadel betegnes under et som peerage, og overhovederne for de højadelige slægter havde tidligere sæde i overhuset. 
Den tyske højadel består grundlæggende af fire rangklasser: fyrster, hertuger, grever og baroner.